# ويليام ميلز
ويليام ميلز (بالإنجليزية: William Mills)‏ (3 يونيو 1820 - 22 سبتمبر 1877) هو لاعب كريكت بريطاني (وحمل سابقاً جنسية المملكة المتحدة لبريطانيا العظمى وأيرلندا).